# Edward Low
Edward Low (Westminster, 1690 – Martinica, 1724) è stato un pirata inglese. Fu uno dei più temibili pirati nel periodo d'oro della pirateria. Si calcola che il suo equipaggio catturò centoquaranta navi, il che ne fa il più pericoloso pirata dei mari occidentali dopo Bartholomew Roberts.

## Biografia

### Primi anni
Low nacque nella cittadina di Westminster, Londra nel 1690. Poi lasciò l'Inghilterra per fuggire a Boston dove si sposò con Eliza Marble. Insieme ebbero due figli ma uno, il maschio, morì da piccolo e rimase solo la sorella; la madre Eliza morì sul lavoro.
Edward lavorò come taglialegna fino al 1721 in Honduras. A Westminster condusse una vita all’insegna della pirateria. Già nella sua infanzia dimostrò un carattere violento e spregiudicato, infatti derubava e sottoponeva a taglie i suoi compagni. Uno dei suoi fratelli lo spinse in età adulta ad andare per mare con lui; per molti anni lo seguì, poi decise di abbandonarlo e creare una propria flotta.

### Carriera da pirata
Il 12 luglio del 1722, il suo brigantino entrò nel porto di Rosemary, dove attaccò le navi nemiche lì attraccate. Dopo averle catturate e saccheggiate si impossessò di una goletta di 80 tonnellate con a bordo 10 cannoni con affusto e 50 uomini, chiamata Rebecca; Low assunse la carica di capitano della nave, ribattezzandola Fancy. Dalle navi nemiche reclutò parecchi uomini portando l’equipaggio a 80 uomini, poiché se qualcuno avesse avuto il coraggio di rifiutarsi, Low non avrebbe esitato a rubare i beni dei compagni, essendo robusto. Il 3 agosto giunse nella rada di S. Michele, dove catturò parecchi vascelli e minacciò di morte tutti coloro che opponevano resistenza. Mancando alla sua flotta acqua e cibo, mandò a chiedere aiuti al governatore di S. Michele, promettendo in cambio il rilascio delle navi catturate. Il governatore accettò e Low rilasciò tutte le navi tranne una, la Rose, adibita a nave pirata e di cui divenne capitano. Bruciò la precedente, dopo averla fatta abbandonare da tutto l’equipaggio, escluso il cuoco che “essendo un tipo molto unto, sarebbe fritto bene”: della sua morte il sadico Low e i suoi compagni furono divertiti.
Il 20 agosto dello stesso anno il capitano portoghese Carter si trovò sulla rotta di Low, che attaccò il suo equipaggio e prese alcuni uomini in ostaggio, due dei quali erano frati. Il pirata appese ciascuno a un braccio del pennone dell’albero di trinchetto, tirandoli giù prima che morissero e ripeté la procedura più volte.
Negli anni seguenti Low procedette per le Indie occidentali e con il suo equipaggio assalì una ricca nave portoghese, chiamata Nostra Signiora de Victoria, e la catturò. Low torturò parecchi della ciurma per far loro rivelare dove fosse il denaro; gli uomini confessarono che, durante l’inseguimento, il capitano aveva appeso fuori dalla finestra della sua cabina un sacco con 11000 moidori e che quando venne catturato aveva tagliato la corda e il sacco era così caduto in mare. Dopo questa confessione, Low ordinò di tagliare le labbra del capitano, arrostendogliele poi davanti agli occhi. Dopo averlo ucciso assassinò anche i restanti 32 uomini.
Nel marzo del 1723, con il suo equipaggio giunse presso la baia di Honduras, dove incontrò una corvetta spagnola che stava uscendo. La nave del capitano Low portava una bandiera spagnola per non farsi riconoscere ma, arrivati vicino alla corvetta, i pirati issarono la caratteristica bandiera nera e, dopo aver sparato una bordata, andarono all’arrembaggio. La corvetta spagnola aveva precedentemente catturato 5 corvette inglesi con i loro capitani; quando Low la catturò trovò i prigionieri nella stiva con le mercanzie inglesi e decise di uccidere tutto l’equipaggio. I prigionieri, per sfuggire alla morte, preferirono gettarsi in mare, ma il pirata ordinò di equipaggiare una scialuppa, inviata per inseguirli e ucciderli.
A maggio catturò una nave proveniente dalla Giamaica, chiamata Amsterdam Merchant, sotto il comando del capitano Willard. A quest’ultimo Low tagliò le orecchie, trinciò il naso con un’incisione e lo mutilò in varie parti del corpo, lasciandogli proseguire il suo viaggio. In seguito il pirata catturò una corvetta comandata da Frazier; Low fece legare alle dita dell’equipaggio imprigionato delle micce accese, in modo da bruciare tutta la carne fino all’osso. Poi mutilò gli uomini in diverse parti del corpo con coltelli e sciabole, facendo continuare anche a loro il viaggio.
Poco tempo dopo Low catturò una piccola corvetta capitanata da Skiff, che venne catturato e frustato nudo sul ponte dai pirati, mutilato delle orecchie e infine ucciso con un colpo di pistola in testa. 
Qualche giorno dopo il pirata catturò un peschereccio e mozzò la testa al capitano; in seguito due baleniere, facendo squartare uno dei due capitani ed estrarre le budella dal ventre e all’altro; gli fece inoltre tagliare le orecchie, costringendolo a mangiarsele con pepe e sale.
Dopo aver catturato Graves, capitano di una nave della Virginia, Low prese in mano una coppa di ponce e ne offrì una metà al capitano, che rifiutò per il terrore. Low allora estrasse una pistola e lo minacciò di scegliere se bere o andare in pasto ai cani. Graves scelse senza esitazione di bere. 
Nel settembre del 1723, Low incontrò un brigantino, comandato da Elias Wild, che imbarcava portoghesi e inglesi. Il pirata fece impiccare l’equipaggio portoghese e spedì sulla loro scialuppa gli inglesi, poi diede fuoco alla nave. 
Pochi mesi dopo mozzò le orecchie del capitano Thompson, poiché si era opposto alla sua caratteristica bandiera nera.
Toccò poi a un battello portoghese: l’equipaggio venne ferito con le sciabole, imbarcato su una scialuppa e la nave incendiata.

### Morte
Nel gennaio del 1724 il capitano Low catturò una nave, chiamata Squirrel, comandata dal capitano Stephenson. Questa è l’ultima notizia giunta in Inghilterra; del prosieguo della vita non ci sono notizie certe. Morì poi nel 1724 sconfitto dalla nave inglese Greyhound dopo una battaglia durata ben otto ore avvenuta nei pressi di Martinique, nei Caraibi.

### Jolly Roger
La prima bandiera utilizzata da Low era di colore verde con una figura gialla rappresentante un uomo che suonava la tromba. Poi cambiò bandiera e usò la cosiddetta Jolly Roger, tutta nera con al centro uno scheletro rosso, come simbolo del fatto che l'equipaggio infliggesse torture orribili.

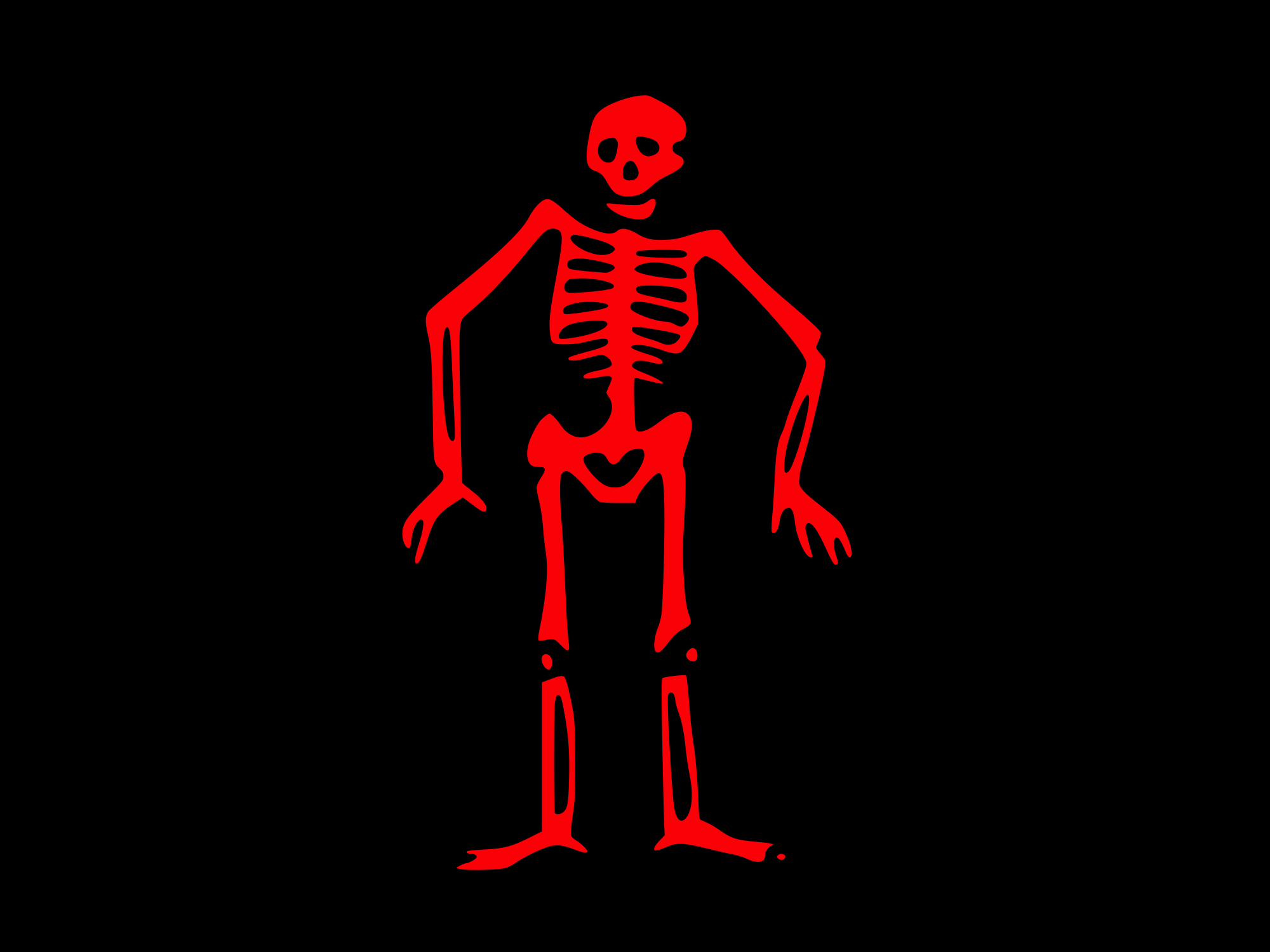

## Nella cultura di massa
- Ha ispirato il personaggio di Trafalgar Law del manga One Piece[11]